# Eucalyptus celastroides
Eucalyptus celastroides là một loài thực vật có hoa trong Họ Đào kim nương. Loài này được Turcz. mô tả khoa học đầu tiên năm 1852.